# Адамс, Эдвард Джозеф
Эдвард Джозеф Адамс (англ. Edward Joseph Adams; род. 24 августа 1944, Филадельфия, США) — американский прелат и ватиканский дипломат. Титулярный архиепископ Скалы с 24 августа 1996. Апостольский нунций в Бангладеш с 24 августа 1996 по 22 августа 2002. Апостольский нунций в Зимбабве с 22 августа 2002 по 3 сентября 2007. Апостольский нунций на Филиппинах с 3 сентября 2007 по 22 февраля 2011. Апостольский нунций в Греции с 22 февраля 2011 по 8 апреля 2017. Апостольский нунций в Великобритании с 8 апреля 2017 по 31 января 2020.